# Szajonara, Zecubó-szenszei
A Sayonara Zetsubō Sensei (japánul: さよなら 絶望先生, szó szerinti fordítással: Viszlát, Kétségbeesés tanár úr!) Kōji Kumeta mangája. A Weekly Shōnen Magazine-ban jelent meg 2005 óta. A történet központjában egy tanár áll, aki az életet, a kultúrát, a nyelveket, és minden mást az elképzelhető legsötétebb színben lát. A manga 2007-ben elnyerte 31. a Kodanasha Manga kitüntetést, sónen kategóriában. A műből 12 részes anime készült, majd a sikeren felbuzdulva a Weekly Shōnen Magazine bejelentette a folytatást, ami 13 részes lett, és 2008. március 29-ig futott eredetileg.

## Története
|  | Alább a cselekmény részletei következnek! |

A történet főszereplője Itoshiki Nozomu (nevét vízszintesen kanjival írva a zetsubou, vagyis a kétségbeesés szó jön ki) egy pesszimista tanár, aki már rögtön a történet elején fel akarja akasztani magát, de egy rendkívül optimista lány, Kafuka Fūra (álnév, Franz Kafka után, az eredeti neve nem derül ki), megmenti, és közli vele, hogy megbocsáthatatlan egy ilyen napon a gyönyörű sakura fákra felakasztani magát. A tanár úrnak a Momoiro Kakarichō nevet adja (rózsaszín vezető), mivel az általa „rózsaszín vezérigazgató helyettes”-nek spontán elnevezett fára akarta magát felakasztani. Miután Nozomunak megelégeli a lány furcsa megnyilvánulásait, elszalad a munkahelyére, az osztályához, ahol szembesül a ténnyel, hogy Kafuka a diákja. A történet főszereplőit az osztály női tanulói adják, többnyire minden epizód, vagy azon belül egy alrész (az epizódok általában több történetet ölelnek fel a mangából) egy szereplőt mutat be.

### 2. évad
A második évad lényegében nem különbözik az előzőtől, a fejezetek vagy azok részei egy-egy karakterre fókuszálnak. Az első rész azonban a manga eredeti tervével foglalkozik, amitől a szerző jelentősen eltért.

## Szereplők

### Az Itoshiki család
- Itoshiki Nozomu (糸色 望): a pesszimista tanár, a főszereplő. Nevét vízszintesen írva a zetsubou (絶望), tehát kétségbeesés szót kapjuk.
- Itoshiki Rin (糸色 倫): Nozomu húga. A neve átírva pártalant jelent, ami arra utal, hogy egyedülálló, holott egy házassággal szeretne megszabadulni a vezetéknevétől. Egy csokoládégyár tulajdonosa, és Nozomu osztályának a tanulója.
- Itoshiki Mikoto (糸色 命): Nozomu testvére, orvos. A neve kísértetiesen hasonlít a zetsumei (halál) szóhoz, és rohamot kap, ha Dr. Halál-nak szólítják.
- Itoshiki Kei (糸色 景): Nozomu bátyja, szürrealista festő. A neve átírva gyönyörű tájat jelent.
- Itoshiki Majiru (糸色 交): Nozomu unokaöccse, a szülei otthagyták, és vele él. Nevének jelentése átírva: szakadás egy kapcsolatban.
- Itoshiki Hiroshi (糸色 大): az Itoshiki család feje, Nozomu, Rin, Mikoto és Kei apja. Nevének jelentése átírva: Nagy.

## Az osztály
- Fuura Kafuka(風浦 可符香): minden téren optimista lány. A neve Franz Kafkától ered.
- Kitsu Chiri(木津 千里): az osztálytitkár, rendmániás lány, aki minden pontatlanságot kijavít, és mindent egyenlően oszt szét, erre utal tökéletesen elválasztott haja is. Neve szójáték a kicchiri (pontos) szón.
- Kobushi Abiru(小節 あびる): állandóan kötésekben, és gipszben járó lány. A sérülései túlzott állatszeretetének a következménye, mivel nem tudja megállni, hogy meghúzza az állatok farkát. Különböző színű szemei vannak. A sérüléseit először otthoni erőszaknak gondolják. A nevének átírása annyit jelent, hogy "tele lenni ütésekkel".
- Hitō Nami(日塔 奈美): teljesen átlagos, normális lány, de nem tűri, ha ezt valaki megjegyzi. A neve szinte szó szerint "átlagos"-t jelent.
- Fujiyoshi Harumi(藤吉 晴美): Jaoi és nekomimi (macskafül) fan, tipikus otaku. A nevéből a Fujiyoshi a fujoshi-ra, vagyis jaoi rajongó lányra utal, a Harumi pedig a Comiket régi webhelyének a címe
- Sekiutsu Maria Tarō(関内・マリア・太郎): illegális bevándorló lány, a nevét, ruháit stb. egy Sekiutsu Tarou nevű személytől vette (seki uttarou: eladom a nevem).
- Kimura Kaere(木村 カエレ): kettős személyiség: az egyik személyisége, Kaede, Yamato Nadeshiko-t, a tökéletes japán nőt testesíti meg, a másik pedig Kaere, aki a külföldi sztereotípusa, aki kihívóan viselkedik, és minden reakcióra feljelentéssel reagál. A kaere szó jelentése "menj vissza oda, ahonnan jöttél".
- Komori Kiri(小森 霧): egy hikikomori (antiszociális) lány. Miután Nozomu meglátogatja beköltözik az iskolába.
- Otonashi Meru(音無 芽留): félénknek tűnő visszahúzódó, alacsony lány, aki csak SMS-eken és e-mailen keresztül hajlandó kommunikálni, azokban azonban durva, lenéző és obszcén nyelvezetet használ. Az otonashi szó némaságára utal, a Meru pedig a japánban az SMS ill. e-mail megfelelője, az angol mail szóból.
- Tsunetsuki Matoi(常月 まとい): egy lány, akit a szerelem olyan szinten megbolondít, hogy az aktuális barátjával állandóan együtt akar lenni, mindenhova követi, úgy öltözködik, ahogy a fiú stb. Egy véletlen félreértés során beleszeret Nozomuba, és őt követi mindenhova. Neve a "tsune ni tsuki matoi" kifejezésből ered, ami "mindig követni"-t jelent.
- Kaga Ai(加賀 愛): egy félénk lány, aki mindenben a saját hibáit látja, és mindig mindenért elnézést kér.
- Mitama Mayo(三珠 真夜): egy gonosz tekintetű lány, akiről emiatt senki se feltételezné, hogy milyen gonosz valójában. A nevének átírása a "pont úgy néz ki, mint amilyen" kifejezést adja.
- Usui Kagerō(臼井 影郎): egy kopaszodó fiú, akit sohasem vesz észre senki, csak ha a haját elfújja a szél. A neve vékony árnyékot jelent.
- Arai Chie(新井 智惠): egy tanárnő az iskolában, aki rendszeresen meghallgatja, hogy Nozomu épp miért akart öngyilkos lenni, továbbá Komorival foglalkozik. A nevét a kun'yomi (japán olvasat) rendszerben olvasva "Niichie"-t kapunk, ami Friedrich Nietzsche német egzisztencialista filozófusra utal.

## Megjelent médiumok
- Manga: jelenleg 11 kötet jelent meg Japánban
- Anime első évad: 2007. július 7-étől futott Japánban, TV műsorként. DVD-n is megjelent, bónusz részekkel, amik egy-egy lányról szolgáltatnak információkat.
  - Zene: OP: Hito to shite Jiku ga Burete iru, Gōin ni Mai Yeah Ai Nonaka, Marina Inoue, Yū Kobayashi, és Ryōko Shintani előadásában

ED: Zessei Bijin, Ai Nonaka, Marina Inoue, Yū Kobayashi, és Ryōko Shintani előadásában
- Internetes rádió show, Nozomu és Nami főszereplésével.
- Második anime évad: 2008. január 5-től március 29-ig futott Japánban.